# Cobitis elongatoides
Cobitis elongatoides és una espècie de peix d'aigua dolça de la família dels cobítids i de l'ordre dels cipriniformes. Poden assolir 7,5 cm fins ade llargària total i les femelles 13. És ovípar i viu zones de clima temperat.
Es troba al riu Argesel (Romania). És conegut per arribar als cinc anys de vida.